# Sinforosa
Sinforosa  è un nome proprio di persona italiano femminile.

## Varianti
- Femminili: Sinfarosa[2][4], Sinfrosa[1]

### Varianti in altre lingue
- Catalano: Simforosa
- Francese: Symphorose
- Greco antico: Συμφόροσα (Symphorosa)[5], Σύμφορα (Symphora)[5]
  - Maschili: Σύμφορος (Symphoros)[2][5]

- Latino: Symphorosa[1][2]
- Polacco: Symforoza
- Russo: Симфороза (Symforoza)

## Origine e diffusione
Deriva, tramite il latino Symphorosa, dal nome greco maschile Σύμφορος (Symphoros); esso è tratto dal termine σύμφορος (symphoros), che può essere interpretato come "compagno [di viaggio]" o come "utile".
In Italia, la sua diffusione è riflesso del culto verso santa Sinforosa, ma è raro e disperso sul territorio nazionale. Il nome venne adoperato da Giovanni Giraud per la sua commedia La casa disabitata ossia Eutichio e Sinforosa: dalla protagonista femminile di tale opera derivano, tramite un processo deonomastico, sia il soprannome di "sinforosa" (ora desueto, che si attribuiva a donne mature che s'abbigliano o si comportano da giovinette) sia il nome di "sinforosa" o "sinfarosa" per indicare il cappello femminile ottocentesco a falde larghe, da portare legato con un nastro sotto al mento.

## Onomastico
L'onomastico si può festeggiare il 18 luglio in ricordo di santa Sinforosa, moglie di san Getulio e martire con i suoi sette figli sotto Adriano. Un'altra santa con questo nome, martire in Campania sotto Diocleziano con altri compagni, è commemorata il 2 luglio.

## Il nome nelle arti
- Sinforosa è un personaggio della commedia di Giovanni Giraud La casa disabitata ossia Eutichio e Sinforosa.
- Sinforosa è il nome con cui i monelli di Porta Capperi battezzano l'allegra Viola nel romanzo di Italo Calvino Il barone rampante.